# Phytotartessus madangensis
Phytotartessus madangensis är en insektsart som beskrevs av Evans 1981. Phytotartessus madangensis ingår i släktet Phytotartessus och familjen dvärgstritar. Inga underarter finns listade i Catalogue of Life.